# 에리크 룬드크비스트
에리크 얄마르 룬드크비스트(스웨덴어: Erik Hjalmar Lundqvist, 1908년 6월 29일 ~ 1953년 1월 7일)는 스웨덴의 육상 선수로 주 종목은 창던지기이다. 1928년 하계 올림픽에서 금메달을 획득하였다.